# الیزابت کریون
الیزابت کریون (انگلیسی: Elizabeth Craven؛ ۱۷ دسامبر ۱۷۵۰ – ۱۳ ژانویهٔ ۱۸۲۸) یک خواننده اهل بریتانیا بود.